# Maxime Cressy
Pour les articles homonymes, voir Cressy.
Maxime Cressy, né le 8 mai 1997 à Paris, est un joueur de tennis franco-américain, professionnel depuis 2019.
Il remporte en 2022 son premier titre ATP à Newport en battant Alexander Bublik en finale.

## Biographie
Maxime Cressy est né à Paris de père français, Gérard, et de mère américaine, Leslie. C'est une ancienne volleyeuse universitaire à l'Université de Californie du Sud (USC) à Los Angeles et a aidé l'équipe à remporter deux championnats NCAA. Il a deux frères.
Après un passage au CREPS PACA dans le sud de la France dans le quartier de Boulouris à Saint-Raphaël dans le Var, il rejoint les États-Unis en 2014, où il intègre une académie californienne. Il est fan de Pete Sampras et de Novak Djokovic.

## Carrière

### Débuts en universitaire
Maxime Cressy suit tout d'abord une carrière universitaire à l'Université de Californie à Los Angeles (UCLA), au cours de laquelle il remporte notamment le championnat américain universitaire en double en 2019.
Il débute en 2016 et remporte en décembre 2018, le Futures de Tallahassee. Le 10 décembre il perd d'entrée en République dominicaine ce qui sera à la fois son dernier match de la saison et son premier match en représentant les États-Unis.

### 2019-2021. Débuts chez les professionnels
En février 2019, il joue un premier tournoi Challenger à Newport Beach puis la semaine suivante à Cleveland, il remporte le titre. En juillet, il participe à son premier tournoi du circuit principal de l'ATP à Newport. Bénéficiaire d'une wild card, il perd au premier tour des qualifications de l'US Open face à Nicolas Mahut.
En janvier 2020, il perd en qualification de l'Open d'Australie contre Ernests Gulbis et également à Roland-Garros joué en septembre à cause de la pandémie de Covid 19. Maxime Cressy fait ses débuts dans un grand tableau en Grand Chelem à l'US Open 2020 où il reçoit une wild card, atteignant le second tour en barrant Jozef Kovalík, puis en perdant face à Stéfanos Tsitsipás.
Il se qualifie ensuite pour l'Open d'Australie 2021, où il atteint à nouveau le second tour, battu par Alexander Zverev. Il échoue de peu au troisième et dernier tour des qualifications de Wimbledon où il menait 2 sets à 0 contre Mackenzie McDonald.
Après s'être qualifié pour l'US Open 2021, Maxime Cressy bat en 5 sets la tête de série numéro 9 et deux fois demi-finaliste du tournoi Pablo Carreño Busta, en ayant été mené 2 sets 0 pour gagner 5-7, 4-6, 6-1, 6-4, 7-67, en sauvant 4 balles de match,,.
Maxime Cressy se qualifie ensuite pour la première fois en Masters 1000 à Indian Wells, où il est battu au second tour par Diego Schwartzman en 3 sets, après avoir servi deux fois pour le match.

### 2022. Premières finales ATP et percée dans le top 50
En 2022, Maxime Cressy atteint pour la première fois la finale d'un tournoi ATP à l'occasion du tournoi de Melbourne, où il se qualifie pour le tableau principal puis bat au deuxième tour Reilly Opelka (26e mondial) en sauvant 2 balles de match. Puis il bat Jaume Munar pour atteindre pour la première fois les demi-finales d'un tournoi ATP, où il s'impose contre Grigor Dimitrov. Il s'incline en finale contre Rafael Nadal.
Plus tard dans la saison, il rejoint une nouvelle finale au tournoi d'Eastbourne, en battant notamment Cameron Norrie, en quarts de finale. Il s'impose contre l'invité Jack Draper en demi-finale au terme de trois sets serrés. Il perd la seconde finale de sa carrière contre son compatriote Taylor Fritz en trois sets accrochés (2-6, 7-6, 6-7).
À Wimbledon, il bat Félix Auger-Aliassime au premier tour pour remporter son premier match dans le Grand Chelem londonien. Il est ensuite éliminé par Jack Sock.
À Newport, il remporte son premier titre ATP en battant notamment John Isner et Alexander Bublik en finale (2-6, 6-3, 7-63).

### 2023. Finale à Montpellier
Mi-février, il parvient en finale du tournoi de Montpellier en écartant la qualifié Suisse Antoine Bellier (6-3, 6-2), le Finlandais Emil Ruusuvuori (6-4, 6-4), puis les têtes de série trois Borna Ćorić (7-6, 6-4) et Holger Rune, numéro neuf mondial (7-5, 6-7, 7-6), sa deuxième victoire sur un Top 10. Il s'incline en finale contre l'Italien Jannik Sinner (6-7, 3-6).

## Palmarès

### Titre en simple messieurs
| No | Date       | Nom et lieu du tournoi             | Catégorie | Dotation  | Surface      | Finaliste        | Score          |          |
| -- | ---------- | ---------------------------------- | --------- | --------- | ------------ | ---------------- | -------------- | -------- |
| 1  | 11-07-2022 | Infosys Hall of Fame Open, Newport | ATP 250   | 594 950 $ | Gazon (ext.) | Alexander Bublik | 2-6, 6-3, 7-63 | Parcours |

### Finales en simple messieurs
| No | Date       | Nom et lieu du tournoi             | Catégorie | Dotation  | Surface      | Vainqueur     | Score           |          |
| -- | ---------- | ---------------------------------- | --------- | --------- | ------------ | ------------- | --------------- | -------- |
| 1  | 04-01-2022 | Melbourne Summer Set, Melbourne    | ATP 250   | 521 000 $ | Dur (ext.)   | Rafael Nadal  | 7-66, 6-3       | Parcours |
| 2  | 20-06-2022 | Rothesay International, Eastbourne | ATP 250   | 697 405 € | Gazon (ext.) | Taylor Fritz  | 6-2, 64-7, 7-64 | Parcours |
| 3  | 06-02-2023 | Open Sud de France, Montpellier    | ATP 250   | 562 815 € | Dur (int.)   | Jannik Sinner | 7-63, 6-3       | Parcours |

### Titre en double messieurs
| No | Date       | Nom et lieu du tournoi                     | Catégorie | Dotation    | Surface    | Partenaire     | Finalistes                       | Score     |          |
| -- | ---------- | ------------------------------------------ | --------- | ----------- | ---------- | -------------- | -------------------------------- | --------- | -------- |
| 1  | 27-02-2023 | Dubai Duty Free Tennis Championships Dubaï | ATP 500   | 2 855 495 $ | Dur (ext.) | Fabrice Martin | Lloyd Glasspool Harri Heliövaara | 7-62, 6-4 | Parcours |

### Finale en double messieurs
| No | Date       | Nom et lieu du tournoi         | Catégorie | Dotation  | Surface    | Vainqueurs                   | Partenaire      | Score             |          |
| -- | ---------- | ------------------------------ | --------- | --------- | ---------- | ---------------------------- | --------------- | ----------------- | -------- |
| 1  | 06-02-2023 | Open Sud de France Montpellier | ATP 250   | 562 815 € | Dur (int.) | Robin Haase Matwé Middelkoop | Albano Olivetti | 7-64, 4-6, [10-6] | Parcours |

## Parcours dans les tournois duGrand Chelem

### En simple
| Année | Open d'Australie | Open d'Australie | Internationaux de France | Internationaux de France | Wimbledon       | Wimbledon             | US Open         | US Open              |
| ----- | ---------------- | ---------------- | ------------------------ | ------------------------ | --------------- | --------------------- | --------------- | -------------------- |
| 2020  | Q1               | Ernests Gulbis   | Q1                       | Kyrian Jacquet           | Annulé          | Annulé                | 2e tour (1/32)  | Stéfanos Tsitsipás   |
| 2021  | 2e tour (1/32)   | Alexander Zverev | Q1                       | Ernesto Escobedo         | Q3              | Mackenzie McDonald    | 2e tour (1/32)  | Nikoloz Basilashvili |
| 2022  | 1/8 de finale    | Daniil Medvedev  | 1er tour (1/64)          | Nikoloz Basilashvili     | 2e tour (1/32)  | Jack Sock             | 1er tour (1/64) | Márton Fucsovics     |
| 2023  | 2e tour (1/32)   | Holger Rune      | 1er tour (1/64)          | Sebastian Ofner          | 1er tour (1/64) | Laslo Djere           | Q2              | Joris De Loore       |
| 2024  | Q2               | Hugo Grenier     | Q1                       | Andrea Pellegrino        | Q3              | Felipe Meligeni Alves | Q3              | Jan Choinski         |

N.B. : à droite du résultat se trouve le nom de l'ultime adversaire.

### En double messieurs
| Année | Open d'Australie                                                                 | Open d'Australie | Internationaux de France                                                         | Internationaux de France                                                             | Wimbledon                                                                                | Wimbledon | US Open                                                                                 | US Open |
| ----- | -------------------------------------------------------------------------------- | ---------------- | -------------------------------------------------------------------------------- | ------------------------------------------------------------------------------------ | ---------------------------------------------------------------------------------------- | --------- | --------------------------------------------------------------------------------------- | ------- |
| 2019  | —                                                                                | —                | —                                                                                | —                                                                                    | —                                                                                        | —         | 1er tour (1/32) Keegan Smith \|\| style="text-align:left;" \| R. Berankis J. I. Londero |         |
|       |                                                                                  |                  |                                                                                  |                                                                                      |                                                                                          |           |                                                                                         |         |
| 2022  | —                                                                                | —                | 1/8 de finale F. López \|\| style="text-align:left;" \| Rajeev Ram Joe Salisbury | 1er tour (1/32) F. López \|\| style="text-align:left;" \| Łukasz Kubot Szymon Walków | —                                                                                        | —         |                                                                                         |         |
| 2023  | 1er tour (1/32) A. Olivetti \|\| style="text-align:left;" \| J. Chardy F. Martin | —                | —                                                                                | 1er tour (1/32) A. Golubev \|\| style="text-align:left;" \| L. Glasspool N. Mahut    | 1er tour (1/32) F. Martin \|\| style="text-align:left;" \| S. González É. Roger-Vasselin |           |                                                                                         |         |

N.B. : le nom du partenaire se trouve sous le résultat ; le nom des ultimes adversaires se trouve à droite.

## Parcours dans lesMasters 1000
| Année | Indian Wells        | Miami                  | Monte-Carlo            | Madrid               | Rome              | Canada             | Cincinnati                | Shanghai | Paris               |
| ----- | ------------------- | ---------------------- | ---------------------- | -------------------- | ----------------- | ------------------ | ------------------------- | -------- | ------------------- |
| 2022  | 1er tour C. Eubanks | 1er tour E. Ruusuvuori | 1er tour L. Djere      | 1er tour G. Dimitrov | —                 | 2e tour G. Monfils | 1er tour v. d. Zandschulp | n.o.     | 2e tour N. Djokovic |
| 2023  | 2e tour A. Tabilo   | 2e tour D. Lajović     | 1er tour M. Berrettini | 1er tour S. Wawrinka | 1er tour G. Pella | —                  | —                         | —        | —                   |

N.B. : sous le résultat se trouve le nom de l’ultime adversaire.

## Victoires sur le top 10
Toutes ses victoires sur des joueurs classés dans le top 10 de l'ATP lors de la rencontre.
| Légende      |
| Grand Chelem |
| Masters 1000 |
| 500 Series   |
| 250 Series   |

| # | M.C.  | Tournoi     | Année | Surface    | Adversaire            | Rang | Tour | Score                 |
| - | ----- | ----------- | ----- | ---------- | --------------------- | ---- | ---- | --------------------- |
| 1 | no 45 | Wimbledon   | 2022  | Gazon      | Félix Auger-Aliassime | no 9 | 1/64 | 65-7, 6-4, 7-69, 7-65 |
| 2 | no 51 | Montpellier | 2023  | Dur (int.) | Holger Rune           | no 9 | 1/2  | 7-5, 63-7, 7-64       |

## Classements ATP en fin de saison
| Année          | 2016 | 2017 | 2018 | 2019 | 2020 | 2021 | 2022 | 2023 | 2024 |
| Rang en simple | 1769 | –    | 720  | 173  | 168  | 122  | 34   | 126  | 244  |
| Rang en double | 1172 | 1119 | 294  | 180  | 224  | 562  | 143  | 86   | –    |

Source : (en) Classements de Maxime Cressy sur le site officiel de la Fédération internationale de tennis